# Programa de fidelidade
Programa de fidelidade é um "programa de incentivo contínuo oferecido por um varejista para recompensar clientes e encorajar repetição de negócios" (segundo Dorotic, Bijmolt, & Verhoef, 2012, p.218). 
Fidelizar clientes é um dos principais desafios para empresários, sejam eles do varejo ou de outros segmentos. Para isso, programas de fidelidade se tornaram ferramentas indispensáveis, permitindo que empresas aumentem a recorrência de compras, fortaleçam o relacionamento com o público e maximizem o valor do cliente ao longo do tempo (Customer Lifetime Value - CLV). 

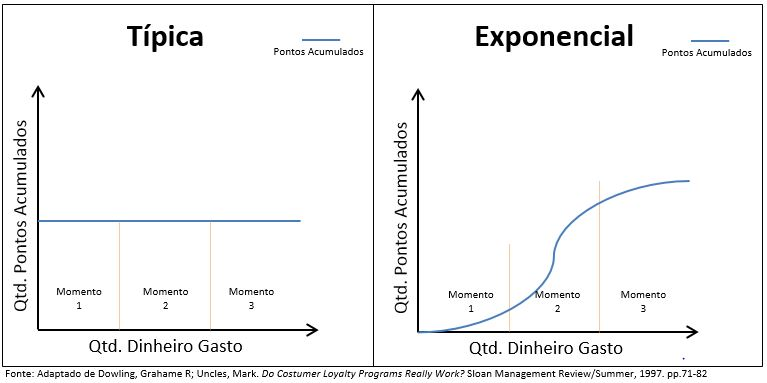
Fórmulas de Acúmulo de Pontos em Programas de Fidelidade.

O programa gerencia cada cliente de uma forma estruturada e única a longo prazo, para assim poder identificar preferências de seus clientes, desta forma é uma ferramenta rica em informações sobre o comportamento individual de seus clientes.  Alguns programas de fidelidade são de acesso restrito, requerendo um convite para fazer parte, outros são abertos para o público em geral. Os programas de fidelidade devem manter em sigilo os dados de seus respectivos clientes.  E sempre buscar a retenção dos mesmos, lembrando que clientes de diferentes classes sociais vão responder de forma diferente a cada programa de fidelidade. 
A compreensão dos programas de fidelidade incluem algumas diretrizes, tais como o comportamento dos clientes, por meio de suas compras efetuadas e a recompensa a ser disponibilizada, e se tal recompensa é um estimulo para impulsionar tal lealdade.
No cenário comercial, produtos e serviços proporcionam benefícios de diversos tipos - funcionais, econômicos e psicológicos -, além de soluções aos eventuais problemas pelos quais seus consumidores estão enfrentando. Os programas de fidelidade surgiram com o objetivo de alterar este tipo de relacionamento, incrementando-o. (Dowling & Uncles, 1997)
Todavia, os efeitos dos programas de fidelidade são dúbios, pois tanto a compreensão do comportamento do cliente, tanto a sua compreensão a respeito do programa, são de grande complexidade. Não há evidencias empíricas de seus reais efeitos, sejam positivos ou negativos¹.

## Programas de Fidelidade e Seu Valor Para o Cliente
Segundo Dowling & Uncles (1997, p.76) os clientes baseiam-se em cinco elementos fundamentais para avaliar um programa de fidelidade, fundamentando assim sua decisão por aderi-lo ou não:
- O valor financeiro das recompensas: assim, quanto maior for o valor financeiro da recompensa, maior o valor percebido pelo cliente. Ex: um programa de recompensa que ofereça passagens aéreas terá um valor financeiro percebido maior do que um programa que ofereça recargas de créditos de celular.
- O horizonte de possibilidades de recompensas ofertados: o valor percebido varia em função do número de opções de resgate ofertadas ao cliente. Ex: um programa que só tem um tipo de recompensa para resgate, terá um valor percebido menor neste aspecto, se comparado a um programa que oferta uma dezena de opções de resgate.
- O valor aspiracional dos resgates: este aspecto está diretamente relacionado às ambições e desejos do consumidor em questão. Ex: alguns consumidores podem sentir-se mais atraídos, dadas as suas preferências de compra e outros aspectos, a participar de programas de fidelidade que oferecem passagens aéreas (pois estes tem mais gosto por viagens) do que por programas de fidelidade que proporcionam descontos em restaurantes (pois os clientes deste exemplo, hipoteticamente, não gostam de comer fora).
- A probabilidade de obter as recompensas: os programas de fidelidade que proporcionam maior facilidade para atingir a pontuação mínima necessária para o resgate, tendem a ter um maior valor percebido pelos clientes.
- A facilidade de uso do programa de recompensas: neste aspecto o critério de análise é relativo à sofisticação da estrutura do programa de recompensas. Quanto mais simples, mais fácil sua compreensão pelo cliente e consequentemente maior o valor percebido. O oposto também ocorre no caso de uma estrutura complexa, que abranja diversas fórmulas e cálculos em vista de compreender o funcionamento do referido programa.

## Efetividade de Programas de Fidelidade
Em um estudo de 1997¹, pode ser encontrada uma proposta realizada por seus autores, que indica quatro características básicas e necessárias aos programas de fidelidade que desejam maximizar suas chances de sucesso:
1. Estruturar o programa de fidelidade de forma a enfatizar a proposta do produto ou serviço a qual ele se refere.
2. Custear totalmente o programa.
3. Desenvolver uma mecânica de recompensa que maximize a motivação do comprador para fazer a próxima compra.
4. Considerar as características específicas de cada mercado no planejamento do programa de fidelidade.

De forma paralela, fatores culturais também podem influenciar a efetividade de um determinado programa de fidelidade, conforme observado no estudo de caso de Cunico, Mendes e Pedron (2013), realizado no Brasil e em Portugal: enquanto no Brasil os clientes valorizam a ideia de que participar do programa de fidelidade da empresa seja participar de uma espécie de clube restrito - fator reforçado pelo seu target que é representado em grande parte pela parcela média/alta da sociedade, em Portugal a ideia de um clube restrito não se adéqua a realidade da empresa em estudo, uma vez que remete a algo exclusivo, em uma realidade onde a coerência se faz através do ingresso de  qualquer cliente que assim deseje ingressar no programa.

## Cartão de fidelização

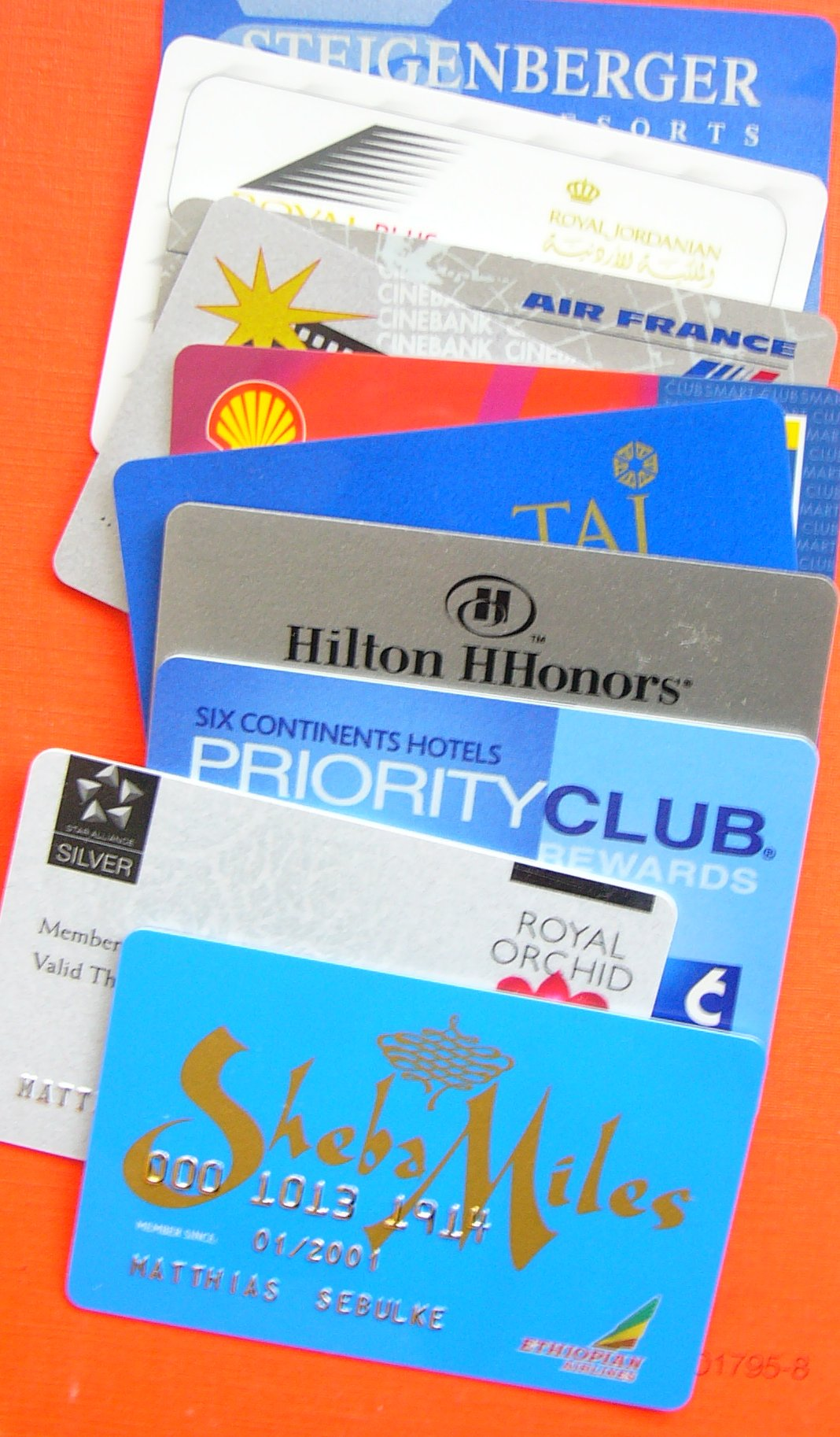
Cartões de fidelização

Um cartão de fidelização, cartão de descontos ou cartão de cliente é um cartão que serve de suporte físico para programas de empresas de comércio e serviços que oferecem bonificações (descontos, prémios, pontos que podem ser trocados por bens, etc.) ao titular quando compra  produtos ou serviços da empresa ou à empresa emissora do cartão.
Este tipo de cartões possibilita o acesso a benefícios especialmente concebidos para os titulares, que podem gozar normalmente sem custos dos benefícios que outorgam restaurantes, discotecas, hoteis, agências de viagens, lojas, cinemas, companhias aéreas, bombas de gasolina, etc., que participam no programa.
Numa sociedade onde a partilha de dados é cada vez mais acelerada, marcas, supermercados, lojas de roupa ou de informática muniram-se de um poderoso instrumento. Em troca de descontos, acumulação de pontos, ou eventos exclusivos, conseguem obter a informação mais valiosa de todas, determinante para aumentar vendas e oferecer aquilo que na realidade os clientes preferem. Os cartões de fidelização podem facultar ao retalhista informação direta e fidedigna que mais nenhuma outra ferramenta poderá dar. Se hoje uma das variáveis fundamentais do negócio é o conhecimento do consumidor, o cartão capta toda essa informação, lembrando que uma das grandes tendências do retalho é o “customer centricity”, ou seja, colocar o cliente no centro de tudo
A ideia dos cartões de fidelização vai ao encontro de uma regra básica nos negócios, isto é, manter um cliente é mais fácil do que atrair novos consumidores. Portanto, para não perder clientes, cada vez mais as empresas investem em programas de fidelização. Estes programas deverão ser uma medida de gestão planeada, se conseguir envolver toda a organização na sua implementação e pilotagem, irá dotar a empresa de um conjunto de vantagens competitivas, que fará com que todos os Key Performance Indicators tenham uma melhoria significativa. A realidade é que tudo muda, muito rapidamente e cada vez mais, desde os hábitos de compra à tipologia dos consumidores, sem esquecer a emoção no processo de compra. Contudo a maioria dos consumidores, continua a gostar de ser bem tratado, como se fosse exclusivo, e quem souber manter vivo estes valores antigos e transferi-los para as novas tendências de Customer Relationship Management provavelmente vai ter mais probabilidade de sucesso.
O instrumento mais comum para a implementação de programas de fidelidade são os cartões de fidelidade. Meyer-Waarden (2008) define programas de cartões de fidelidade como um sistema integrado de ações de marketing com o objetivo de tornar os consumidores mais leais através do desenvolvimento de relações personalizadas com eles. Pois, uma vez que os cartões de fidelidade permitem recolher informações sobre o comportamento do consumidor, eles servirão como instrumento para conseguinte discriminação e individualização na implementação do marketing-mix.
Nesta linha de pensamento, Meyer-Waarden (2008) acrescenta que os programas de fidelização permitem a criação de uma relação que se baseia na interatividade e individualização, acompanhadas pelas técnicas de marketing direto e comunicação.
Pois, através da recolha de informação dos consumidores obtêm-se informações sobre tendências e comportamentos, recolhidas através do processo de venda (Gee, 2008)identificando-se assim, os produtos mais vendidos, qual o tipo de consumidor que os compra e que outros produtos compra ao mesmo tempo (Rowley e Haynes, 2005).
Permite ainda às empresas identificar os clientes leais, rentáveis e mais propensos a compras repetidas, e assim recompensar os clientes certos. Pois, para um programa de fidelidade ser bem sucedido, deve segmentar os seus clientes mediante o valor que estes representam para a organização, recompensando os mais valiosos e desencorajando os que trazem prejuízos para a empresa (Yi e Jeon, 2003).
A recolha de informações é portanto de extrema relevância, pois permite conhecer melhor os clientes da empresa, segmentando-os e criando estratégias adequadas para cada um dos segmentos (Wood, 2005). Desta forma, um dos grandes objetivos da implementação de programas de cartões de fidelidade é selecionar, identificar e segmentar os usuários valiosos que são sensíveis a promoções específicas ou a determinadas categorias de produtos e, assim, proporcionar uma melhor distribuição dos recursos. Estes resultados, por sua vez, têm implicações importantes para a gestão de carteiras de clientes e do comportamento do cliente (Meyer-Waarden, 2008).
Assim, a fidelidade do consumidor é importante pois permitirá a construção de uma base de dados para um conhecimento mais aprofundado dos consumidores, o que permite servi-los melhor, satisfazendo-os e retendo-os de forma a torná-los lucrativos a longo-prazo (Uncles, 2003).
No entanto, uma das grandes preocupações no lançamento de um programa de cartões de fidelidade é a maximização do número de portadores do cartão no mais curto prazo ou adquirir um determinado número de titulares do cartão (Demoulin e Zidda, 2009). Pois, é importante possuir um número elevado de adesões para que os retalhistas consigam chegar ao máximo de clientes possíveis e para que se possa criar uma base de dados representativa dos consumidores, que permita posteriormente segmentá-los, para proporcionar incentivos adequados a cada um dos segmentos e tentar mantê-los fiéis à empresa (Demoulin e Zidda, 2009). Assim, torna-se necessária a divulgação do programa de adesão aos cartões de fidelização através de publicidade em meios ou no seio da própria loja junto do consumidor, de modo a obter uma adesão mais elevada, pois os consumidores estão mais relutantes a adotar um novo cartão de fidelidade quando eles experienciam algumas dificuldades de compreensão e de aprendizagem do uso do cartão de fidelidade e quando não o percebem como é fácil de usar (Demoulin e Zidda, 2009) de modo que é importante esclarecer o consumidor face às vantagens e modos de utilização do cartão. Contudo, não se pretende que todos os consumidores pertençam ao programa de fidelidade, pois embora um número elevado de adesões possa aumentar a representatividade da amostra, muitos consumidores podem revelar-se dispendiosos, apresentando baixo LTV (LifeTime Value), e assim a rentabilidade que o cliente trará à empresa durante a relação entre ambos pode não ser suficiente para suprir os custos do seu envolvimento no programa de fidelidade (Kale,2004).

## Aspectos Positivos
Dowling e Uncles (1997, p.78) afirmam veementemente que a única forma que um programa de fidelidade pode alavancar uma organização é através do marketing boca-a-boca, isso é, se os clientes leais de fato realizaram substancialmente mais, ou mais efetivos, comentários a respeito da organização. Todavia, até aquele momento não haviam sido observados estudos que comprovassem cientificamente tal fato.

## Críticas
Diversas são as críticas que apontam a ineficiência dos programas de recompensa em atender aquilo a que se propõe. De forma sucinta, algumas são propostas pro Downling e Uncles (1997):
1. Os custos direcionados aos clientes leais são menores que os direcionados para novos clientes: este aspecto é questionado pelos autores, que apontam que não existem evidências que indiquem a existência de redução de custo médio quando um cliente regular qualquer é atendido, se comparado a um cliente regular fiel (que participa de programa de fidelidade). Assim, a fidelidade não se caracterizara como uma variável-chave nesta relação de custo.
2. Clientes leais são menos sensíveis às variações de preço: os autores apontam que esta variável atua em função do valor percebido da marca ou produto, e não em função do nível de fidelidade do cliente a este produto ou marca.
3. Clientes leais gastam mais dinheiro na empresa: a pergunta chave a ser feita neste aspecto é: estes clientes gastam mais porque são fiéis, ou são fiéis porque gastam mais? Os autores apontam que não necessariamente os clientes que compram mais produtos com a empresa o fazem em virtude da existência de um programa de fidelidade, mas sim, porque acreditam no valor proporcionado pelo produto ou marca. Assim, a existência ou não de um programa de recompensa seria irrelevante.
4. Clientes leais transmitem recomendações positivas a respeito de suas marcas ou produtos favoritos: para compreender a razão pela qual este aspecto pode não ser válido, é necessário que nos questionemos: somente clientes que participam de programas de fidelidade recomendam positivamente a empresa ou todos os clientes assíduos que o fazem? A única forma pela qual este argumento se valida, é se for verificado que um cliente que participa de um programa de fidelidade recomenda em maior quantidade, ou com maior qualidade a empresa ou produto à que é fiel; todavia, não foi verificado nenhum estudo que aponta esta tendência.

Muitos programas de fidelidade acabam por "burocatrizar" a vida de seus clientes, no sentido de exigir destes a manutenção e apresentação de um cartão físico, similar ao formato do cartão de crédito, ou código de cadastro, para que o mesmo tenha acesso às suas informações do programa de fidelidade, seja para consulta de saldo ou mesmo resgate de pontos. Neste sentido, Cunico, Mendes e Pedron (2013) apontam quem que "os cartões se tornaram uma moda, que é algo banal hoje em dia, e que são cada vez mais os clientes que ficam satisfeitos quando algum programa de fidelidade não possui cartão". Neste mesmo estudo, os autores apontam que no Brasil (para o caso pesquisado), " já é possível acumular ou utilizar pontos apenas com o cadastro de pessoa física (CPF), sem a posse física do cartão na hora da compra, o que facilita de certa forma os clientes que não gostam de andar com cartões ou se esqueceram do mesmo",  realidade que possivelmente também deve ser observada em outras empresas além da pesquisada pelos referidos autores.